# 意外伤害
意外伤害是指因意外导致身体受到伤害的事件，常用于保险业和意外伤害律师行业。按照保险业的常见定义，意外伤害是指外来的、突发的、非本意的、非疾病的使身体受到伤害的客观事件。 在这样的事件发生的时候，往往伴随着法律和保险的介入。

## 链接
- 2021年纽约最佳意外伤害律师 （页面存档备份，存于） 好律师网2021年度最佳的意外伤害赔偿律师